# Nelsinho
Nelson Luís Kerchner dit Nelsinho est un footballeur brésilien né le 31 décembre 1962 à São Paulo.